# 真之乱流
真之乱流（しんのみだれりゅう）は、小城藩で学ばれていた柔術の流派である。伝書では直之乱流と書かれることもある。

## 歴史
茨木仙斎が興した起倒流乱に関口流と当理流の取手組打二刀の奥義を加えて開かれたとされる。
小城藩の武術師範を務めた納富家が代々伝えていた。納富家は永禄年間から武士に対して戸田流兵法、真之乱流組打、根岸流薙刀を教えていた。小城藩では藩主の流儀として溝口家が教えていた起倒流の他、江副家の天神真楊流と納富家の真之乱流が学ばれていた。

## 内容
組打、棒術、捕縄術、二刀流の剣術などが伝わっていた。
佐賀藩士で関口流と楊心古流の柔術家である石井又左衛門忠真は江戸時代に著述した『拾華録』という随筆に「真乱流は取手術で襟〆と當身死活を用いる。」と特徴を簡潔に記している。

### 納富教雄が伝えた内容
取手組打居合
嵐、左、右、前、後
忽車、縁火、壁副、裸取、龍虎詰、向詰
片口棒術
大車、発争、高剣、小手敷、車、突手
組打立合
ホトキ流シ、大分、小分、谷顛、大亘、鴨羽返、小妻返、髪落、一文字返、行合、追掛
棒術合棒
合発争、車高剣、合高剣、車、八谷ガキ、棒搦二ヶ条
中之巻
抜、流、持、シヅム
奥
大返、組詰、髩崩、矢ハズ、後組二ヶ条
綱
早綱 三種、襷 三種、本綱 種々
極真明剣
請而分、小手入、小手打、釣鐘、雷電ノ当リ
綱極伝
三寸綱、綱番不入
殺人剣
四拍子ノ八殺
活法七種
陰嚢ノ活
真ノ活
闇夜ノ探打
居合柄留
立合柄留
散巻
留巻
三人集
棒術
開打、ミヂン打
組打剣之巻
抜刀、流、請、八重垣、左傳、居飛
鎧組組打秘術之巻
上段之搦、下段之詰、手種之詰、村雨、水月、九寸五分、真之止リ
兵法用心巻　二十一ヶ条

## 系譜
- 茨城仙斎入道
- 明石蔵人入道重明
- 山口善賀利信
- 山本武蔵守
- 相浦千兵衛
- 納富源右衛門藤原廣元
- 横田庄兵衛藤原浄岩（横田鉄山）
- 納富五郎太夫藤原教格
- 納富五郎太夫藤原教堅
- 納富五郎太夫藤原教武
- 納富源右衛門藤原教幸
- 納富五郎太夫藤原教衆
- 納富源吉郎藤原教雄
- 納富五雄

真之乱流を学んだ人物
- 溝口常次郎

納富教武の弟子）
- 飯盛斧吉

小城藩士。
明治元年～7年まで寺子屋の飯盛塾を開いて柔術と学問を教えた。
- 吉田清太郎

愛媛県出身の牧師。
真の無抵抗主義は相手を殺すだけの威力を有し得て始めて意義あるものという考えから納富教雄に就いて真之乱流を学び免許を受けた。
- 馬場寿吉

納富五雄の門人。上京して講道館柔道に入門した。